# Abbvie
Abbvie Inc. är ett amerikanskt multinationellt läkemedelsbolag som sysslar huvudsak med forskning inom biomedicin och där de är ledande på både immunologi och virologi. Bolaget bildades 1 januari 2013 när Abbott Laboratories valde att avknoppa sin forskningsenhet till att bli ett självständigt bolag i syfte att maximera värdet på aktieägarnas aktieinnehav samt att man tyckte att sina divisioner stod för långt ifrån varandra för att det skulle vara acceptabelt att vara i samma företagssfär.